# Convenzione sulle sostanze psicotrope
La Convenzione sulle sostanze psicotrope (CSP) è il trattato internazionale dell'Organizzazione delle Nazioni Unite firmato nel 1971, il cui obiettivo principale era controllare e rendere disponibili solo per la ricerca e produzione di farmaci sostanze stimolanti di tipo anfetaminico, barbiturici, benzodiazepine e sostanze psichedeliche che non erano contemplate dalla Convenzione unica sugli stupefacenti  (CUSS) del 1961.
L'aggettivo «psicotropo» è sinonimo di «psicoattivo» ma con la Convenzione, specie in ambito legale, viene destinato specificatamente alle sostanze psicoattive non stupefacenti la cui produzione, commercio e possesso è soggetta a controlli e restrizioni legali. 
La Convenzione è stata firmata il 21 febbraio 1971, durante una conferenza plenipotenziaria a Vienna, ed è entrata in vigore il 16 agosto 1976. 
Insieme alla Convenzione unica sugli stupefacenti del 1961 e alla Convenzione delle Nazioni Unite contro il traffico illecito di stupefacenti e di sostanze psicotrope del 1988, la Convenzione del 1971 costituisce l'attuale sistema internazionale di controllo delle cosiddette droghe.
L'esistenza parallela della CUSS del 1961 della CSP del 1971 ha portato ad alcuni effetti illogici come il fatto che la pianta (cannabis) contenente al massimo il 3% di delta-9-tetraidrocannabinolo (THC) è trattata più severamente del THC puro al 100% .

## Storia
Durante gli anni '60 del XX° secolo varie sostanze psicotrope divennero ampiamente disponibili per uso ricreativo. Le autorità governative si opposero per numerosi motivi, sostenendo che insieme agli effetti negativi sulla salute, l'uso di queste sostanze, genericamente chiamate "droghe",  portava a standard morali inferiori. Non essendo contemplate dalla CUSS la maggioranza degli stati non aveva leggi che regolassero e limitassero la commercializzazione ed il possesso di tali sostanze. La conferenza si tenne l'11 gennaio 1971. Le nazioni si divisero in due fazioni in base a diversi interessi. Secondo un rapporto del Senato del Canada, "Un gruppo comprendeva principalmente nazioni sviluppate con potenti industrie farmaceutiche e mercati di tali sostanze... L'altro gruppo era costituito da stati in via di sviluppo... con pochi impianti di produzione di sostanze psicotrope".  I paesi produttori di cannabis, coca e oppio affermavano che avevano sofferto economicamente delle restrizioni della CUSS, spingevano per normative severe sulle sostanze psicotrope. Gli stati con industrie farmaceutiche produttrici di farmaci basati su sostanze psicotrope si sono opposti a tali restrizioni. Il compromesso trovato alla chiusura della conferenza il 21 febbraio ha introdotto restrizioni considerevolmente più deboli di quelle della CSS con restrizioni all'importazione e all'esportazione e altre regole volte a limitare l'uso di sostanze psicotrope a scopi scientifici e medici. La convenzione è entrata in vigore il 16 agosto 1976. Già negli anni 70° del XX° secolo molti paesi avevano iniziato ad approvare leggi per attuare il progetto di trattato.  Una caratteristica comune condivisa dalla maggior parte delle legislazioni di attuazione è l'istituzione di più classi o elenchi di sostanze controllate, analogamente alla CUSS e alla CSP, in modo che il rispetto del diritto internazionale possa essere assicurato semplicemente inserendo una sostanza nell'apposito elenco.
Nel 2020, 184 Stati sono parti del trattato. 
Le disposizioni per porre fine al traffico internazionale di stupefacenti contemplate dalla CSP sono state poi riprese nella Convenzione delle Nazioni Unite contro il traffico illecito di stupefacenti e di sostanze psicotrope del 1988. 

## Classificazione delle sostanze psicotrope
La CSP classifica le sostanze psicotrope in quattro classi: Allegato I, Allegato II, Allegato III e Allegato IV. L'ordine di severità delle restrizioni dal più severo al meno severo è:
Allegato I > Allegato II > Allegato III > Allegato IV.
Gli elenchi sono aggiornati con il voto della "Commissione delle Nazioni Unite sugli stupefacenti" su proposta del "Comitato di esperti sulle tossicodipendenze" dell'Organizzazione mondiale della sanità . L'International Narcotics Control Board (INCB) è responsabile della pubblicazione della Green List, che contiene una versione aggiornata delle sostanze psicotrope oggetto della CSP. 

## Elenchi di sostanze controllate
La Green list contiene quattro tabelle di sostanze controllate. Le sostanze più rigorosamente regolamentate sono elencate nella tabella I. Il livello di controllo diminuisce gradualmente man mano che le tabelle avanzano. Un elenco di sostanze psicotrope e tabelle corrispondenti sono state aggiunte al trattato del 1971.
- La tabella I contiene i farmaci classificati come particolarmente pericolosi, il cui consumo rappresenta un rischio per la salute significativo e la cui importanza terapeutica è considerata da bassa a inutile. Include allucinogeni come l'LSD semisintetico e il DMT naturale. Anche la cannabis, che ora è riconosciuta come dotata di benefici terapeutici in alcune condizioni, era originariamente inclusa in questa categoria.
- La tabella II include stimolanti con uso terapeutico limitato come anfetamine e fenciclidina.
- La tabella III include barbiturici con effetti da forti a moderati che sono stati spesso abusati ma sono stati anche usati terapeuticamente. Qui sono elencati anche i farmaci antidolorifici come la buprenorfina.
- La tabella IV include anestetici, sedativi (benzodiazepine) e antidolorifici, che contengono un certo potenziale di dipendenza ma sono ampiamente utilizzati terapeuticamente.

Secondo un rapporto del 1999 dell'Ufficio delle Nazioni Unite contro la droga e il crimine, la tabella I è chiaramente distinguibile dalle altre tre tabelle. Mentre la tabella I elenca principalmente le sostanze prodotte illegalmente come l'LSD, le altre tre tabelle includono principalmente le sostanze psicotrope prodotte legalmente. Secondo il rapporto dell'UNODC, i controlli sulle sostanze della tabella I sono più severi di quanto originariamente previsto nell'accordo unico. Tuttavia, questa affermazione è stata contraddetta dai rapporti del Senato canadese nel 2002 e del Parlamento europeo.

## Paesi firmatari
Nel suo rapporto del 2020, l'International Narcotics Control Board riporta che "La Convenzione del 1971 ha 184 Stati parti. Gli Stati che non vi hanno ancora aderito sono Guinea Equatoriale, Haiti, Isole Cook, Isole Salomone, Kiribati, Liberia, Nauru, Niue, Samoa, Sudan del Sud, Timor Est, Tuvalu e Vanuatu". 